# راندي كروفورد
راندي كروفورد (بالإنجليزية: Randy Crawford )‏ (و. 1952  م) هي مغنية، وعازفة الجاز أمريكية، ولدت في ماكون، جورجيا.

## وصلات خارجية
- راندي كروفورد على موقع IMDb (الإنجليزية)
- راندي كروفورد على موقع روتن توميتوز (الإنجليزية)
- راندي كروفورد على موقع ميوزك برينز (الإنجليزية)
- راندي كروفورد على موقع أول ميوزيك (الإنجليزية)
- راندي كروفورد على موقع ديسكوغز (الإنجليزية)
- راندي كروفورد على موقع قاعدة بيانات الفيلم (الإنجليزية)
- راندي كروفورد في قاعدة بيانات الأفلام على الإنترنت